# Werner Schülen
Werner Schülen (* 4. Februar 1928 in Bopfingen; † 21. November 2021 in Stuttgart) war ein deutscher Wirtschaftsprüfer, Steuerberater und Hochschullehrer.

## Leben
Schülen studierte nach dem Abitur 1946 in Aalen ab 1948 Betriebswirtschaftslehre an den Universitäten Frankfurt am Main und München. Nach der Promotion 1954 zum Dr. oec. publ. an der Universität München wurde er 1958 Steuerberater, 1961 Wirtschaftsprüfer und 1969 Geschäftsführer und Gesellschafter der Dr. Lipfert GmbH.
Schülen hatte ab 1982 Lehraufträge an der Universität Hohenheim inne und wurde dort 1993 zum Honorarprofessor für Betriebswirtschaftliches Prüfungswesen bestellt. Er lehrte dort bis 2000.
Er hatte diverse Ehrenämter inne, so war er Vorstandsmitglied Steuerberaterkammer Stuttgart, Präsident der Wirtschaftsprüferkammer sowie Präsident der Landesvertretung der Wirtschaftsprüferkammer in Baden-Württemberg, Vorsitzender des Hauptfachausschusses des Instituts der Wirtschaftsprüfer sowie Landesgruppenleiter des Instituts in Baden-Württemberg, Vorsitzender der Vereinigung der Wirtschaftsprüfer, vereidigte Buchprüfer und Steuerberater in Baden-Württemberg und Vizepräsident des Bundesverbandes der Steuerberater. Von 1969 bis 2002 war er im Stiftungsrat der Hochgebirgsklinik Davos, dessen Präsident und später dessen Ehrenpräsident.
1984 erhielt er das Bundesverdienstkreuz am Bande, 1995 das Bundesverdienstkreuz 1. Klasse und 1997 die Wirtschaftsmedaille des Landes Baden-Württemberg.

## Schriften (Auswahl)
- Besonderheiten der Auslandswerbung im Fremdenverkehr. Unter besonderer Berücksichtigung der äußeren Werbung zugunsten Deutschlands. München 1954, OCLC 73938845.
- Die Pensionsrückstellungen. Köln 1992, ISBN 3-504-35277-9.
- Internationale Standardisierung als Herausforderung für den Wirtschaftsprüfer: Hohenheimer Symposium zum 70. Geburtstag von Prof. Werner Schülen. Stuttgart-Hohenheim 1997.